# Jean Lébédeff
Pour les articles homonymes, voir Ivan Lebedev.
Jean Lébédeff (ou Ivan Lebedev, russe Иван Константинович Лебедев, Ivan Konstantinovič Lebedev), né à Bogorodsk (Russie) le 25 novembre 1884 et mort à Nîmes le 21 septembre 1972, est un graveur sur bois et peintre libertaire français.

## Biographie

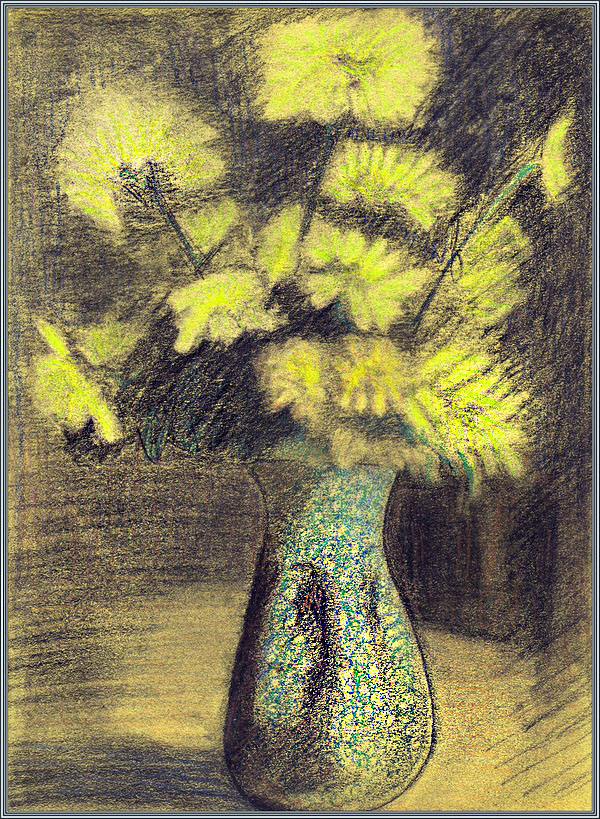
Jean Lebedeff, Nature morte de fleurs, 1908.

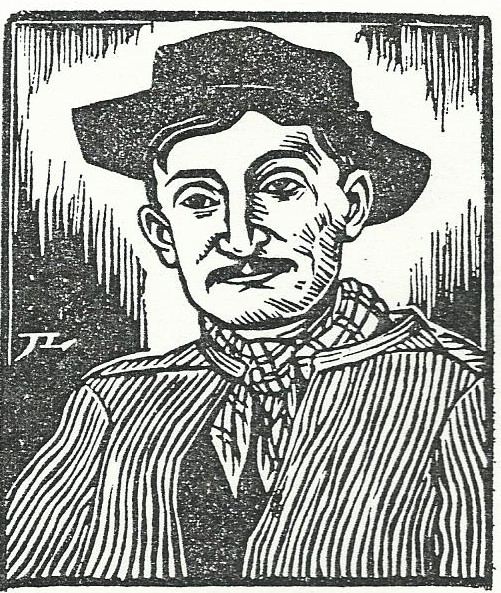
Gaston Couté par Jean Lébédeff.

Illustrateur fécond, Jean Lébédeff est considéré comme l'un des plus importants graveurs sur bois du XXe siècle.
Issu d’une famille russe de commerçants en grains, Jean Lébédeff obtient à l'âge de 22 ans un diplôme de navigateur puis devient capitaine de navire sur la Volga. En novembre 1908, il fait expulser de son navire des gardes du tsar à cause de leurs comportements déplorables, et, pour échapper à la répression, quitte le pays.
Après un long périple, il arrive à Bruxelles où il retrouve son frère ainé (né en 1879) Nicolas, historien, géographe, auteur et révolutionnaire anarchiste, qui a étudié à l'Institut géographique fondé par Élisée Reclus au sein de l'Université nouvelle de Bruxelles. 
En 1909, il s'installe à Paris, dans le 5e arrondissement, prend des cours de dessins, puis déménage au 118, boulevard du Montparnasse. Il est reçu aux Beaux Arts. Il fréquente divers groupes d'artistes russes, dont un, anti-tsariste, qui se réunissait au 54, avenue du Maine. Il suit les cours du maître graveur Paul Bornet qui l’initie à la xylographie, art qu'il ne cessera de pratiquer toute sa vie durant.
Il opte à contre-courant des graveurs de son temps, pour le travail sur bois de fil et la taille au couteau japonais. Ce qui lui permet d'affirmer immédiatement son style personnel reconnaissable entre tous.
À Montparnasse, il fréquente de nombreux artistes tels Picabia, Maïakovski, Ravel, Pierre Mac Orlan, Erik Satie, Blaise Cendrars, Soutine, Modigliani, André Salmon, mais aussi l’atelier de Henri Matisse à Issy-les-Moulineaux et celui d’Anatole France au bois de Boulogne.
Le 19 octobre 1911, il épouse Kamille Klimeck, fille d’une famille bourgeoise polonaise, avec laquelle il aura un fils la même année, Georges. Elle mourra le 19 septembre 1930.
En relation avec les autorités françaises et parfois russes, il réceptionne de nombreux réfugiés. Il est mandé par le Comité officiel de rapatriement des émigrés politiques russes en France 14, rue Stanislas pour aller visiter un bateau de réfugiés en rade de Brest le 4 août 1917.
Avant guerre, il entretient une solide amitié avec Pierre Kropotkine, alors réfugié en Angleterre, et se charge de l'accueillir en France lors de ses voyages. Lébédeff resta proche du mouvement libertaire russe durant les années 1920-1930. Il livre deux gravures à la revue d'art Byblis (1930).
Il épouse en secondes noces Marie-Claire Blanc, poétesse et historienne en mai 1939 dont il aura un fils, François en 1949.
Pendant l’occupation allemande, il cache dans son atelier de Fontenay-aux-Roses plusieurs amis juifs et anarchistes traqués par la Gestapo et pour lesquels il falsifiera à plusieurs reprises les papiers d’identité.
Lébédeff illustra des centaines d'ouvrages, aujourd'hui recherchés par les bibliophiles. Parmi ces ouvrages se trouvent quelques livres uniques, illustrés avec des dessins originaux en couleurs, qui sont des véritables chefs-d'œuvre. Le plus connu est Les Églogues (Paris, 1942) avec le texte de Jean Giono calligraphié par Guido Colucci. Le Centaure (Paris, 1944, texte de Maurice de Guérin, calligraphié par Colucci) est célèbre. Il participa à l’œuvre de son ami le poète Paul Coban, dont de nombreux poèmes et plaquettes sont illustrés de ses bois gravés.
Une grande partie des archives et documents de Jean Lebédeff sont conservés par Xavier Zimmer, responsable de la librairie « Tiré à part » à Marseille.

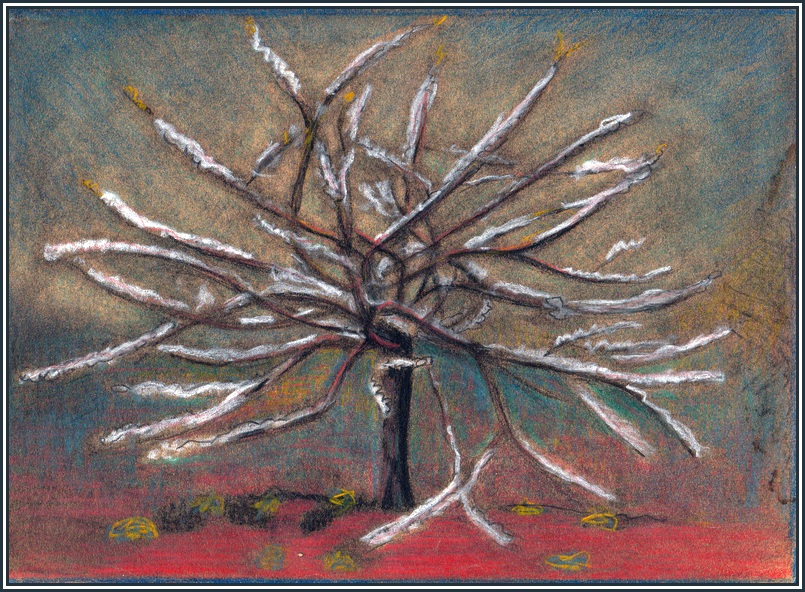
Jean Lebedeff, «Arbre», 1908.

## Articles connexes

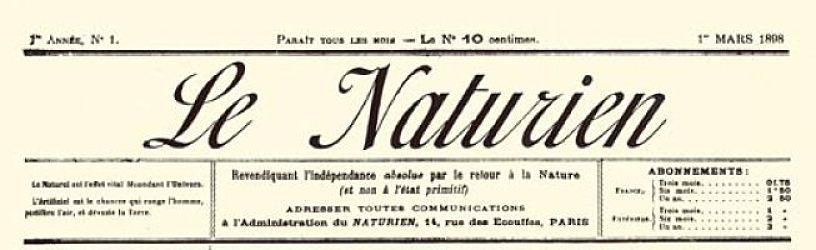
Le Naturien, en-tête du premier numéro du 1er mars 1898.